# Mercedes-Benz CLK DTM

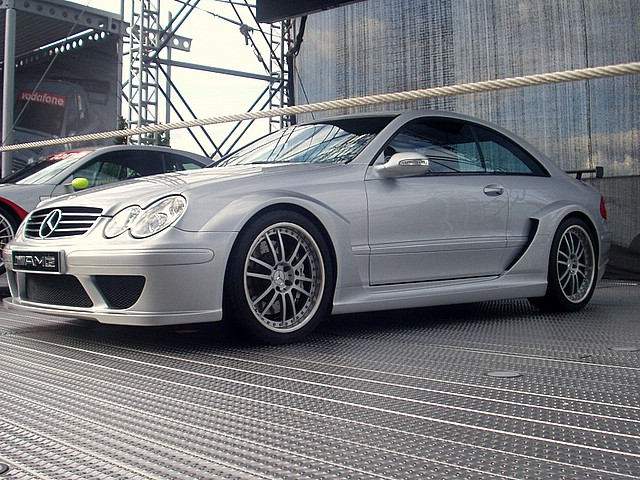
Ein CLK DTM AMG Coupé

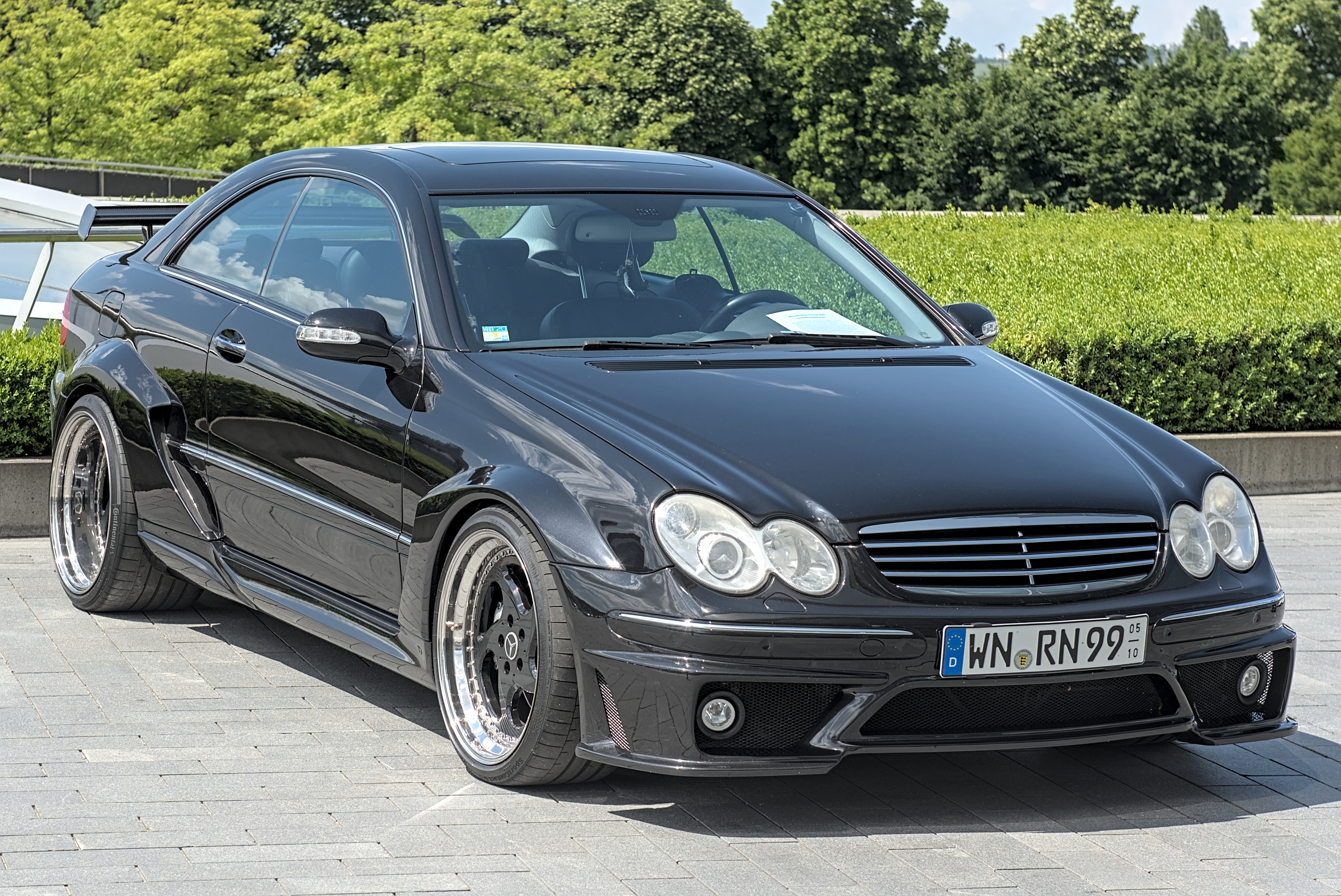
Entwicklungsfahrzeug

Der Mercedes-Benz CLK DTM AMG aus dem Jahr 2004 ist ein Sondermodell der CLK-Klasse anlässlich der DTM-Saison 2003, in der Mercedes-Benz neun von zehn Rennen gewann. Er wurde in einer Kleinstserie von 100 Exemplaren im Auftrag der Mercedes AMG GmbH bei der HWA AG gefertigt. Im Gegensatz zum DTM-Rennwagen basiert er technisch auf dem Serienwagen Mercedes-Benz CLK-Klasse (C 209/A 209) übernimmt jedoch einige optische Merkmale des Rennwagens. Der Grundpreis lag bei der Veröffentlichung bei 236.060 €.

## Motor
- V8-Motor mit Kompressor (basierend auf dem Mercedes-Benz M 113 E 55 ML)
- Hubraum: 5439 cm³, 3 Ventile pro Zylinder
- Nockenwelle: 2 Nockenwellen obenliegend (Kettenantrieb)
- Leistung: 428 kW (582 PS) bei 6100/min
- Maximales Drehmoment: 800 Nm bei 3500/min
- Verdichtungsverhältnis: 10,5:1

## Fahrwerk & Bereifung
- Einzelradaufhängung vorn und hinten
- Gewindefahrwerk
- Reifengröße: Vorne: 255/35 ZR 19 / Hinten: 285/30 ZR 20
- Reifen: Semislicks Dunlop SP Super Sport Race (ca. 550 €/Stk.)

## Fahrleistungen
- Beschleunigung 50/100/200/250 km/h in 2,0/4,1/12,2/20,7 s
- Höchstgeschwindigkeit (elektronisch abgeregelt): 320 km/h
- Beschleunigung (1 Kilometer Strecke aus dem Stand): 20,8 s
- Bremsen aus 100 km/h (kalt/warm) 33,4/33,4m

## Maße und Gewichte
- Gewicht fahrfertig: 1740 kg (Nach EU-Richtlinie 92/21: Mit Fahrer 68 kg, Gepäck 7 kg und Tank zu 90 % gefüllt)
- Leergewicht: 1690 kg
- Länge/Breite/Höhe: 4650/1800/1360 mm
- Leistungsgewicht: 4,07 kg/kW
- Kofferraum: 395 Liter
- Tank: 92 Liter

## CLK DTM AMG Cabriolet

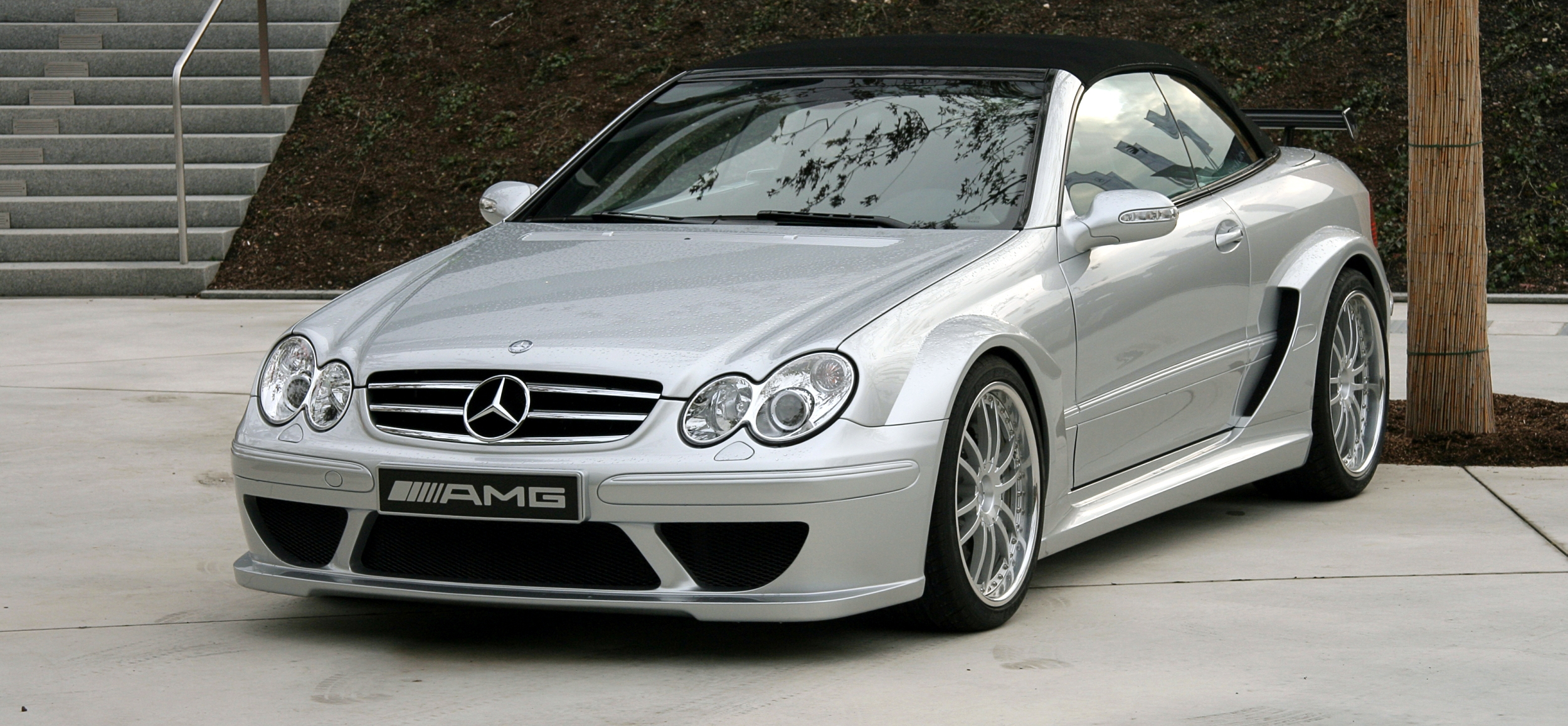
CLK DTM AMG Cabriolet

Ein Jahr später wurde eine zweite Generation aufgelegt, die als Cabrio ausgeliefert wurde. Es besitzt vier Sitze und wird bei einer Geschwindigkeit von 300 km/h abgeregelt. Das CLK DTM AMG Cabrio hat denselben Motor wie das Coupé und ist ebenfalls auf 100 Exemplare limitiert.